# 二番煎じ (アルバム)
『二番煎じ』（にばんせんじ）は、中村中の初のセルフカバー・アルバム。

## 概要
2011年5月11日にヤマハミュージックコミュニケーションズから発売された。『若気の至り』と同時発売された。楽曲提供した曲をセルフカバーして収録されたアルバムである。
戸田恵子、スターダストレビュー、ジェロ、由紀さおりに楽曲提供した曲をセルフカバーした楽曲が収録されている。なお、AAAに提供した「チューインガム」は、3rdアルバム『あしたは晴れますように』に収録されているため、本作には収録されていない。ブックレットには、一曲ずつ本人の解説が書かれている。

## 収録曲
全作詞・全作曲 ：中村中
全編曲：根岸孝旨&中村中
弦編曲：中村中
ホルン編曲：武嶋聡
1. 強がり [5:00]
Originally Released:戸田恵子
2. 潮騒静夜 [5:20]
Originally Released:スターダストレビュー
3. 晴れ舞台 [4:57]
Originally Released:ジェロ
4. 回転木馬 [3:52]
Originally Released:由紀さおり
5. 手紙を書いてよ [5:09]
Originally Released:ジェロ